# Molippa binasa
Molippa binasa är en fjärilsart som beskrevs av William Schaus 1924. Molippa binasa ingår i släktet Molippa och familjen påfågelsspinnare. Inga underarter finns listade i Catalogue of Life.